# Le Tempestaire
Pour plus de détails, voir Fiche technique et Distribution.
Le Tempestaire est un film français de court métrage réalisé en 1947 par Jean Epstein, sorti en 1948. 

## Synopsis
Inquiète à cause du vent qui souffle sur la côte bretonne, une jeune fille dont le fiancé est en mer consulte « le tempestaire » qui, dit-on, a le pouvoir de calmer la bourrasque.

## Fiche technique
- Titre : Le Tempestaire
- Réalisation : Jean Epstein
- Scénario : Jean Epstein
- Photographie : Albert Militon
- Son : Léon Vareille et Séverin Frankiel
- Montage : Jean Epstein
- Musique : Yves Baudrier
- Production : Filmagazine - France Illustration
- Pays d'origine : France
- Tournage à Belle-Île-en-Mer en décembre 1946 et janvier 1947
- Format : Son mono - Noir et blanc - 35 mm  - 1,37:1
- Durée : 24 minutes
- Genre : Film dramatique
- Date de sortie : 13 mai 1948

## Distribution
- Acteurs et actrices non professionnels recrutés sur place, parmi la population, à Belle-Île-en-Mer[1]